# Gianfranco Trasante
Gianfranco Trasante Medina (Juan Lacaze, 14 settembre 1999) è un calciatore uruguaiano, difensore del Progreso.

## Caratteristiche tecniche
È un terzino destro.

## Carriera
Cresciuto nel settore giovanile della Juventud, ha debuttato in prima squadra il 12 maggio 2018 disputando l'incontro di Segunda División Profesional vinto 4-3 contro il Rentistas.